# En cherchant Émile
Pour plus de détails, voir Fiche technique et Distribution.
En cherchant Émile est un film français réalisé par Alain Guesnier et sorti en 1982.

## Fiche technique
- Titre : En cherchant Émile
- Réalisation : Alain Guesnier
- Photographie : Carlo Varini
- Son : Pierre Lorrain
- Montage : Nadine Fischer
- Production : Agat Films & Cie
- Pays d'origine :  France
- Genre : Documentaire
- Durée : 55 minutes
- Date de sortie : France - 1982

## Distinctions
- 1988 : Prix du patrimoine ethnologique – Mission du Patrimoine – Ministère de la culture et de la communication[1]